# بوردیلس
بوردیلس (به اسپانیایی: Bordils) یک منطقهٔ مسکونی در اسپانیا است که در ژیرونس واقع شده‌است. بوردیلس ۷٫۳ کیلومتر مربع مساحت دارد.